# Macrogonia major
Macrogonia major är en fjärilsart som beskrevs av William Schaus 1913. Macrogonia major ingår i släktet Macrogonia och familjen Thyrididae. Inga underarter finns listade i Catalogue of Life.